# NGC 6744A
NGC 6744A is een onregelmatig sterrenstelsel in het sterrenbeeld Pauw. Het hemelobject werd op 30 juni 1826 ontdekt door de Schotse astronoom James Dunlop.

## Synoniemen
- ESO 104-38
- PGC 62815